# Tanjung Baru (Tanjung Morawa)
Tanjung Baru is een bestuurslaag in het regentschap Deli Serdang van de provincie Noord-Sumatra, Indonesië. Tanjung Baru telt 8971 inwoners (volkstelling 2010).